# Aydra
Aydra is een Italiaanse deathmetalband.

## Artiesten
- Mauro Pacetti - zang
- Francesco Olivi - gitaar
- Alessandro Marcelli - gitaar
- Andrea Mastromarco - basgitaar
- Nicola Raffaeli - drums

## Vroegere leden
- Marcello Lammoglia - gitaar

## Discografie
- 1996 - Psycho Pain Control (ep)
- 2001 - Icon Of Sin (album)
- 2004 - Hyperlogical (album)
- 2016 - Icon of Sin Anthology (compilatiealbum)